# 성광의료재단
의료법인 성광의료재단은 차병원그룹 내의 대한민국 의료법인이다.

## 연혁
- 1960년 : 차 산부인과 의원 개원
- 1984년 : 차의과학대학교 강남차병원 개원
- 1995년 : 경기도 성남시 차의과학대학교 분당차병원 개원
- 1996년 : 포천중문의과대학교(차의과학대학교)(성광학원) 개교
- 2000년 : 대구여성차병원 개원
- 2004년 : LA 할리우드 장로병원 인수
- 2006년 : 분당차여성병원 개원
- 2010년 : 차움의원[2]개원
- 2015년 : 차여성의학연구소 서울역센터 개원
- 2019년 : 일산차병원, 차여성의학연구소 분당 개원[3]
- 2021년: 차여성의학연구소 대구 개원
- 2024년: 차여성의학연구소 잠실 개원

## 병원
- 강남차병원[4]
- 분당차병원[5][6]
- 구미차병원(성광학원)
- 일산차병원
- 분당차여성병원
- 강남차여성병원
- 차움의원
- 차 여성의학연구소 서울역[7]
- 차 여성의학연구소 강남
- 차 여성의학연구소 잠실
- 차 여성의학연구소 분당
- 차 여성의학연구소 대구
- 차움건진센터 삼성분원

## 권역응급의료기관

### 분당차병원
경기동남권역응급의료센터로 지정되어 경기도 성남시, 광주시, 용인시, 이천시를 관할한다.

### 구미차병원
경북구미권역응급의료센터로 지정되어 경상북도 구미시, 김천시, 칠곡군, 상주시를 관할한다.

## 같이 보기
- 차의과학대학교
- 차바이오텍
- 차병원그룹